# ヴィカシュ・ドラソー
ヴィカシュ・ドラソー（Vikash Dhorasoo, 1973年10月10日 - ）は、フランス・アルフレール出身の元サッカー選手。両親はインド系のモーリシャス人。現役時代のポジションはミッドフィールダー。

## 経歴
パリ・サンジェルマンFCでは10番を背負っていた元フランス代表ミッドフィルダー。テクニックと柔らかいタッチのドリブルに優れるが調子にムラがあるのが欠点。フランスで活躍し、ACミランに移籍したものの環境になじめずその才能も鳴りを潜めたが、PSG移籍後に復活、代表復帰を果たし、2006 FIFAワールドカップ出場も果たした。
しかし2006-07シーズン途中、先発を外されたことによりメディア上で監督批判を行い、従来の素行の悪さも相まって10月12日に契約解除された。2007年7月にリヴォルノへ入団。しかしながら、左足首の負傷で出遅れ、さらにリザーブチームでの調整を拒否したことでクラブとの関係が悪化、結局1試合も出場しないままリヴォルノを退団した。その後、グルノーブルから誘いがあったものの、同年12月に現役引退を発表した。

## 代表歴

### 出場大会
- フランス代表
  - 初出場：1999年3月27日 vs ウクライナ (0-0)
  - 2006 FIFAワールドカップ

### 試合数
- 国際Aマッチ 18試合 1得点（1999年-2006年）[1]

| フランス代表 | 国際Aマッチ | 国際Aマッチ |
| 年           | 出場        | 得点        |
| ------------ | ----------- | ----------- |
| 1999         | 2           | 0           |
| 2000         | 0           | 0           |
| 2001         | 0           | 0           |
| 2002         | 0           | 0           |
| 2003         | 0           | 0           |
| 2004         | 1           | 0           |
| 2005         | 11          | 1           |
| 2006         | 4           | 0           |
| 通算         | 18          | 1           |

## その他
結婚して2人の娘がいる。

## タイトル
オリンピック・リヨン
- リーグ・アン：2回（2002-03、2003-04）
- クープ・ドゥ・ラ・リーグ：1回（2000-01）
- トロフェ・デ・シャンピオン：2回（2002、2003）

FCジロンダン・ボルドー
- クープ・ドゥ・ラ・リーグ：1回（2001-02）

ACミラン
- スーペルコッパ・イタリアーナ：1回（2004）

パリ・サンジェルマン
- クープ・ドゥ・フランス：1回（2005-06）